# Купер, Сэмюэл
Сэмюэл Купер (англ. Samuel Cooper; 12 июня 1798 — 3 декабря 1876) — американский кадровый военный, участник Второй Семинольской 1835—1842 и Американо-мексиканской 1846—1848 войн. Имел высший военный чин в армии Конфедеративных штатов — генерал армии КША. После войны — землевладелец в штате Виргиния.

## Ранние годы
Самуэль Купер родился в Нью-Хекензеке, штат Нью-Йорк, в семье Самуэля Купера Старшего и Мэри Хортон. 
В 1813 году в возрасте 15 лет поступил в военную академию Вест-Пойнт, и окончил её 36-м по успеваемости в выпуске 1815 года. 11 декабря 1815 года Купер стал временным вторым лейтенантом легкоартиллерийского полка. С 1818 по 1825 год он прослужил в офисе генерального адъютанта в Вашингтоне. 15 ноября 1817 года он получил постоянное звание второго лейтенанта.
6 июля 1821 года он стал первым лейтенантом 2-го артиллерийского полка.
В 1827 году Купер женился на Саре Марии Мейсон, став родственником будущего дипломата Конфедерации, Джеймса Мейсона и федерального генерала Френка Уитона. Сестра Сары, Энн Мэри Мейсон, была матерью генерала Фицхью Ли, племянника Роберта Ли.